# Persone di nome Amanda
| Questa pagina contiene informazioni ricavate automaticamente dalle voci biografiche con l'ausilio del template Bio e di un bot. L'aggiornamento è periodico e automatico e ricostruisce completamente la pagina. Se manca una persona in questa lista, sei pregato di non aggiungerla, ma accertati piuttosto che la sua voce biografica contenga il template Bio e che i dati anagrafici siano correttamente compilati. Se il template Bio manca, inseriscilo tu stesso o, in alternativa, metti l'avviso {{tmp\|Bio}} che ne segnala la mancanza. Se i dati riportati sono sbagliati, correggi direttamente la voce biografica; le modifiche saranno visibili in questa lista entro pochi giorni. Per chiarimenti vedi il progetto antroponimi. La lista contiene solo le 125 persone che sono citate nell'enciclopedia e per le quali è stato implementato correttamente il template Bio. Pagina aggiornata al 22 lug 2025. |

Questa è una lista di persone presenti nell'enciclopedia che hanno il nome Amanda, suddivise per attività principale.

## Artisti marziali misti(1)
- Amanda Nunes, artista marziale misto brasiliano (Pojuca, n. 1988)

## Astronome(4)
- Amanda Hendrix, astronoma statunitense (New York, n. 1968)
- Amanda Király, astronoma ungherese
- Amanda Papadimos, astronoma canadese
- Amanda Sickafoose Gulbis, astronoma sudafricana

## Attrici(38)
- Amanda Abbington, attrice britannica (Londra, n. 1974)
- Amanda Adrienne, attrice, modella e fotografa statunitense (Los Angeles, n. 1980)
- Amanda Barrie, attrice britannica (Ashton-under-Lyne, n. 1935)
- Amanda Bearse, attrice e regista televisiva statunitense (Winter Park, n. 1958)
- Amanda Blake, attrice statunitense (Buffalo, n. 1929 - Sacramento, † 1989)
- Amanda Brugel, attrice canadese (Pointe-Claire, n. 1978)
- Amanda Burton, attrice britannica (Derry, n. 1956)
- Amanda Bynes, attrice statunitense (Thousand Oaks, n. 1986)
- Amanda Campana, attrice italiana (n. 1997)
- Amanda Collin, attrice danese (n. 1986)
- Amanda Crew, attrice canadese (Langley, n. 1986)
- Amanda Detmer, attrice statunitense (Chico, n. 1971)
- Amanda Donohoe, attrice britannica (Londra, n. 1962)
- Amanda Foreman, attrice statunitense (Los Angeles, n. 1966)
- Amanda Fuller, attrice statunitense (Sacramento, n. 1984)
- Amanda Hale, attrice britannica (Londra, n. 1982)
- Amanda Holden, attrice, personaggio televisivo e cantante britannica (Bishop's Waltham, n. 1971)
- Amanda Langlet, attrice francese (n. 1967)
- Amanda Lawrence, attrice britannica (Torbay, n. 1971)
- Jane Leeves, attrice britannica (Ilford, n. 1961)
- Amanda Leighton, attrice e ballerina statunitense (Fresno, n. 1993)
- Amanda Pays, attrice e designer britannica (Londra, n. 1959)
- Amanda Peet, attrice statunitense (New York, n. 1972)
- Amanda Peterson, attrice statunitense (Greeley, n. 1971 - Greeley, † 2015)
- Amanda Plummer, attrice statunitense (New York, n. 1957)
- Amanda Redman, attrice inglese (Brighton, n. 1957)
- Amanda Righetti, attrice e produttrice cinematografica statunitense (St. George, n. 1983)
- Amanda Root, attrice britannica (Chelmsford, n. 1963)
- Amanda Sandrelli, attrice e regista italiana (Losanna, n. 1964)
- Amanda Schull, attrice e ballerina statunitense (Honolulu, n. 1978)
- Amanda Setton, attrice statunitense (New York, n. 1985)
- Amanda Seyfried, attrice, cantante e modella statunitense (Allentown, n. 1985)
- Amanda Swisten, attrice statunitense (New York, n. 1978)
- Amanda Tapping, attrice canadese (Rochford, n. 1965)
- Amanda Tepe, attrice statunitense (Cincinnati, n. 1977)
- Amanda Walsh, attrice canadese (Rigaud, n. 1981)
- Amanda Warren, attrice statunitense (New York, n. 1982)
- Amanda Wyss, attrice statunitense (Manhattan Beach, n. 1960)

## Attrici pornografiche(3)
- Nyomi Banxxx, ex attrice pornografica statunitense (Chicago, n. 1972)
- Erica Boyer, attrice pornografica statunitense (Andalusia, n. 1956 - Panama City Beach, † 2009)
- Shyla Stylez, attrice pornografica canadese (Armstrong, n. 1982 - Los Angeles, † 2017)

## Attrici teatrali(1)
- Amanda Harris, attrice teatrale britannica (Adelaide, n. 1963)

## Calciatrici(8)
- Amanda Jacobsen Andradóttir, calciatrice islandese (Molde, n. 2003)
- Amanda Da Costa, ex calciatrice portoghese (Katonah, n. 1989)
- Amanda Gutierres, calciatrice brasiliana (Santa Cruz de Monte Castelo, n. 2001)
- Amanda Ilestedt, calciatrice svedese (Sölvesborg, n. 1993)
- Amanda Nildén, calciatrice svedese (Stoccolma, n. 1998)
- Amanda Rantanen, calciatrice finlandese (Helsinki, n. 1998)
- Amanda Sampedro, ex calciatrice spagnola (Madrid, n. 1993)
- Amanda Tampieri, calciatrice italiana (Ravenna, n. 1997)

## Canottiere(2)
- Amanda Elmore, canottiera statunitense (West Lafayette, n. 1991)
- Amanda Polk, canottiera statunitense (Pittsburgh, n. 1986)

## Cantanti(14)
- Mandy Barnett, cantante e attrice teatrale statunitense (Crossville, n. 1975)
- Amanda Blank, cantante statunitense (Filadelfia, n. 1983)
- Amanda Lindsey Cook, cantante canadese (Niverville, n. 1984)
- Delara, cantante norvegese (Skövde, n. 1997)
- Ami Faku, cantante sudafricana (Port Elizabeth, n. 1993)
- Amanda Fondell, cantante svedese (Linderöd, n. 1994)
- Amanda Lear, cantante, attrice e conduttrice televisiva francese (Saigon, n. 1939)
- Amanda Marshall, cantante canadese (Toronto, n. 1972)
- Amanda Palmer, cantante, pianista e compositrice statunitense (New York, n. 1976)
- Nicole Sabouné, cantante svedese (Sölvesborg, n. 1991)
- Amanda Shires, cantante statunitense (Lubbock, n. 1982)
- Slowgold, cantante svedese (Göteborg, n. 1989)
- Mandy Smith, cantante e attrice britannica (Londra, n. 1970)
- Amanda Wilson, cantante inglese (Londra, n. 1980)

## Cantautrici(5)
- Amanda Ghost, cantautrice e produttrice discografica britannica (Enfield, n. 1974)
- Ava Max, cantautrice statunitense (Milwaukee, n. 1994)
- Amanda McBroom, cantautrice, attrice e doppiatrice statunitense (Woodland Hills, n. 1947)
- Amanda Perez, cantautrice statunitense (Fort Wayne, n. 1980)
- Amanda Tenfjord, cantautrice greca (Ålesund, n. 1997)

## Cestiste(7)
- Amanda Brown, ex cestista canadese (Montréal, n. 1984)
- Amanda Dowe, ex cestista statunitense (n. 1991)
- Ashley Houts, ex cestista statunitense (Trenton, n. 1987)
- Amanda Jackson, ex cestista statunitense (Springfield, n. 1985)
- Amanda Lassiter, ex cestista statunitense (San Francisco, n. 1979)
- Amanda Thompson, ex cestista statunitense (Chicago, n. 1987)
- Amanda Zahui, cestista svedese (Stoccolma, n. 1993)

## Cicliste su strada(1)
- Amanda Spratt, ciclista su strada e pistard australiana (Penrith, n. 1987)

## Fondiste(1)
- Amanda Fortier, ex fondista canadese (Edmonton, n. 1978)

## Ginnaste(1)
- Amanda Borden, ex ginnasta statunitense (Cincinnati, n. 1977)

## Giornaliste(1)
- Amanda Keller, giornalista, conduttrice televisiva e personaggio televisivo australiana (Sydney, n. 1962)

## Hockeiste su ghiaccio(1)
- Amanda Kessel, hockeista su ghiaccio statunitense (Madison, n. 1991)

## Mezzosoprani(1)
- Amanda Somerville, mezzosoprano e compositrice statunitense (Flushing, n. 1979)

## Modelle(6)
- Amanda Ammann, modella svizzera (Uzwil, n. 1987)
- Amanda Jones, modella statunitense (Evanston, n. 1951)
- Amanda Lepore, modella statunitense (Cedar Grove, n. 1967)
- Amanda Moore, modella statunitense (Pensacola, n. 1979)
- Andi Muise, modella canadese (North Bay, n. 1987)
- Amanda Paige, modella e attrice statunitense (n. 1984)

## Musiciste(1)
- Amanda Holden, musicista, librettista e traduttrice britannica (Londra, n. 1948 - † 2021)

## Nuotatrici(3)
- Amanda Beard, ex nuotatrice e modella statunitense (Newport Beach, n. 1981)
- Amanda Reason, nuotatrice canadese (LaSalle, n. 1993)
- Amanda Weir, nuotatrice statunitense (Davenport, n. 1986)

## Pallamaniste(1)
- Amanda Kurtović, pallamanista norvegese (Karlskrona, n. 1991)

## Pallavoliste(3)
- Amanda Benson, pallavolista statunitense (Tucson, n. 1995)
- Amanda Sifferlen, pallavolista statunitense (Sudbury, n. 1995)
- Amanda Vázquez, pallavolista portoricana (n. 1984)

## Pattinatrici di short track(1)
- Amanda Overland, ex pattinatrice di short track canadese (Kitchener, n. 1981)

## Poetesse(1)
- Amanda Gorman, poetessa e attivista statunitense (Los Angeles, n. 1998)

## Politiche(2)
- Amanda Milling, politica britannica (Burton upon Trent, n. 1975)
- Amanda Vanstone, politica e ambasciatrice australiana (Adelaide, n. 1952)

## Registe(1)
- Amanda Kernell, regista e sceneggiatrice svedese (Umeå, n. 1986)

## Schermitrici(1)
- Amanda Sirico, schermitrice statunitense (n. 1996)

## Scrittrici(4)
- Amanda Craig, scrittrice e giornalista britannica (Sudafrica, n. 1959)
- Amanda Filipacchi, scrittrice statunitense (Parigi, n. 1967)
- Amanda Hocking, scrittrice statunitense (Austin, n. 1984)
- Amanda Sthers, scrittrice, sceneggiatrice e regista francese (Parigi, n. 1978)

## Scrittrici di fantascienza(1)
- Amanda Prantera, scrittrice di fantascienza britannica (Newmarket, n. 1942)

## Soprani(1)
- Amanda Forsythe, soprano statunitense (Lloyd Harbor, n. 1976)

## Tenniste(8)
- Amanda Anisimova, tennista statunitense (Freehold, n. 2001)
- Amanda Brown, ex tennista britannica (n. 1965)
- Amanda Carreras, tennista britannica (Gibilterra, n. 1990)
- Amanda Coetzer, ex tennista sudafricana (Hoopstad, n. 1971)
- Amanda Grahame, ex tennista australiana (Canberra, n. 1979)
- Amanda Hopmans, ex tennista olandese (Goirle, n. 1976)
- Amanda Keen, ex tennista britannica (Walthamstow, n. 1978)
- Amanda Tobin, ex tennista australiana (Bathurst, n. 1960)

## Tripliste(1)
- Amanda Smock, triplista statunitense (Long Prairie, n. 1982)

## Wrestler(1)
- Mandy Rose, wrestler e modella statunitense (Westchester, n. 1990)